# Subaru
Pour les articles homonymes, voir Subaru (homonymie).
Subaru (スバル) est un constructeur automobile japonais, créé en 1953, faisant partie du groupe Subaru et connu par le grand public européen pour son modèle emblématique actuel Impreza puis la WRX. Son activité s'étend, pour une petite part, à l'aéronautique.

## Origine du nom
Subaru est le nom japonais des Pléiades, un amas d'étoiles de la constellation du Taureau. Subaru signifie également « se réunir » en japonais[réf. nécessaire]. Six des étoiles de l'amas sont perceptibles à l'œil nu mais environ 250 peuvent être distinguées au télescope. Kenji Kita, premier président du groupe Fuji Heavy Industries (FHI), adopta ce nom pour la nouvelle marque automobile en référence au rachat par FHI de six des douze entreprises de la compagnie aéronautique Nakajima, lors de sa dissolution. Kita vit à travers le nom Subaru le symbole idéal pour exprimer l'unification de ces six entités au sein du groupe FHI.[réf. nécessaire]

## Histoire
Nakajima Aircraft, qui mit au point de nombreux moteurs d’avion, prit le nom de Fuji Sangyo Co. Ltd. après la Seconde Guerre mondiale, puis de Fuji Heavy Industries.

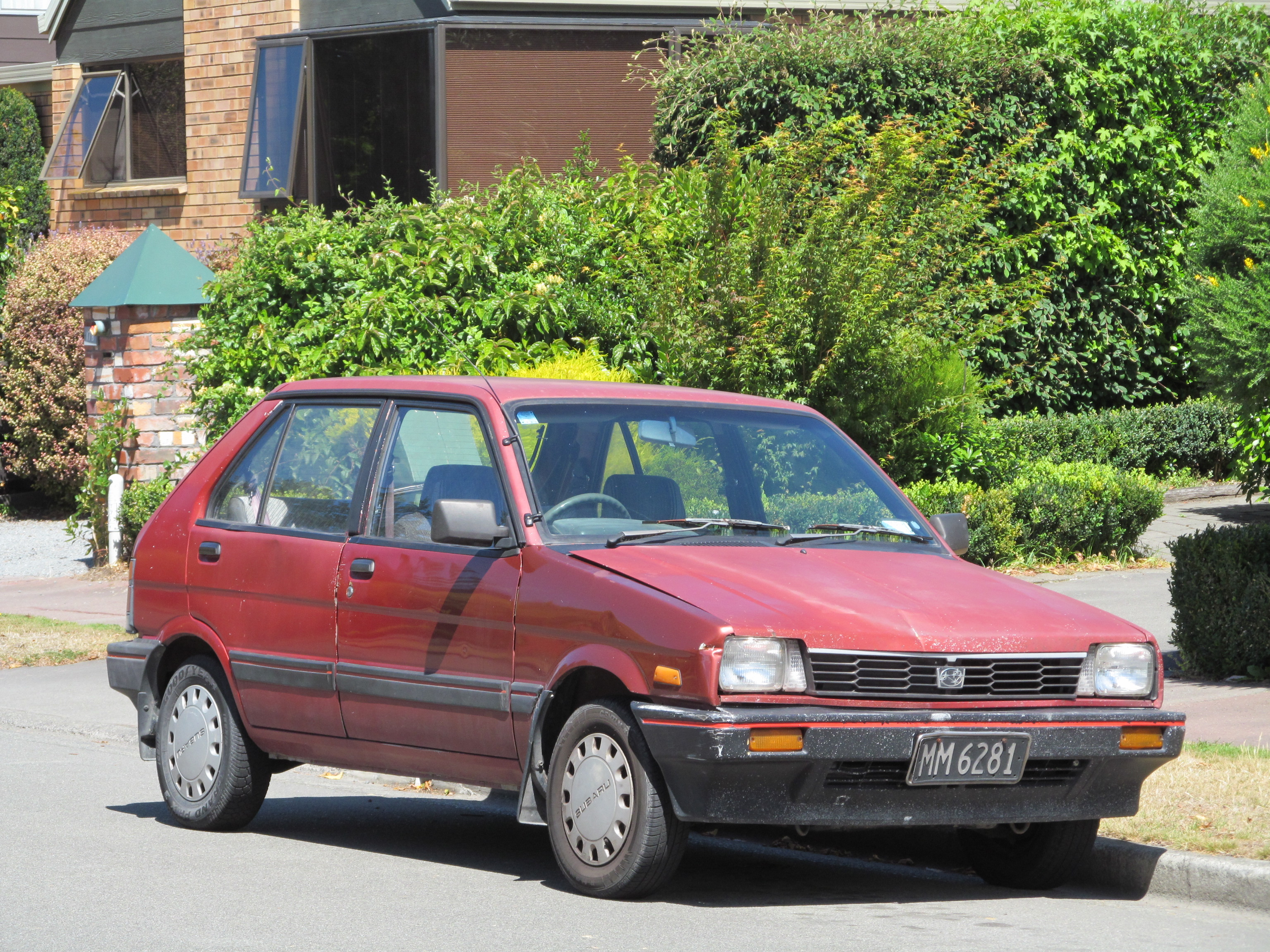
Subaru Justy, alias Swift

En février 1954, Fuji Heavy Industries annonce un prototype automobile appelé P1, baptisé Subaru 1500 l'année suivante lors de son lancement. La voiture était dotée de la première structure monocoque japonaise. La 1500 cumulait les qualités, mais malheureusement les ventes durent être suspendues à cause des difficultés d'approvisionnement en équipements et surtout à cause des carences du réseau de distribution.
Néanmoins, elle a fourni une excellente base pour le développement les années suivantes, à partir de 1956, des modèles 360 et 1000. Cette année marqua le point de départ de la marque Subaru.

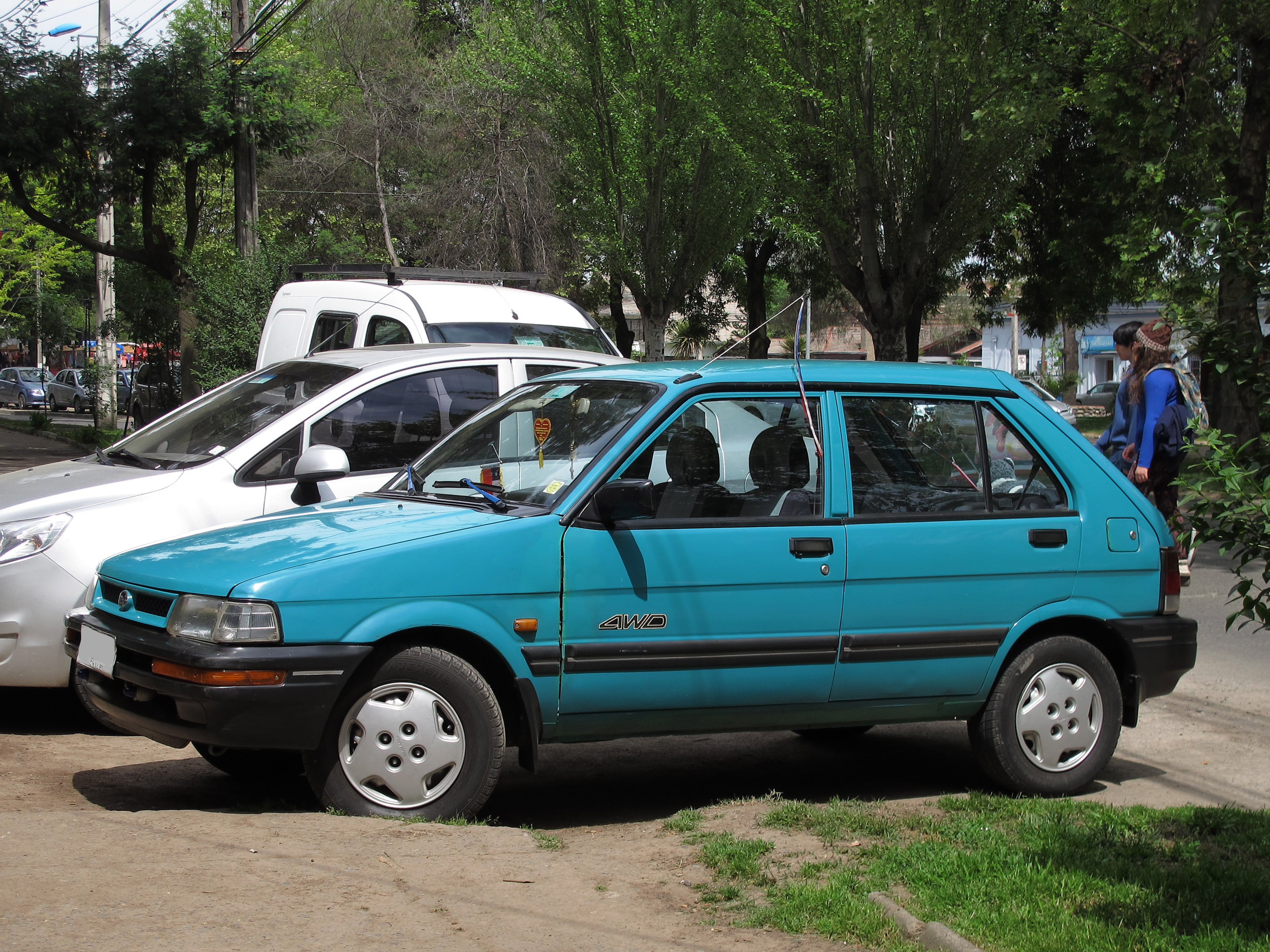
Subaru Justy de 1994

En 1958 Subaru lança un petit coupé, la 360, qui faisait appel aux technologies de réduction de poids et d’autres technologies utilisées dans l’aviation.
La Subaru 360 développait la puissance de 18 ch pour 385 kg. Le moteur EK31 consistait en un bicylindre deux temps de 356 cm3 (d’où son nom), placé à l’arrière du véhicule à l’instar de la Fiat 500 apparue quelques années plus tard. Elle pouvait atteindre la vitesse de 83 km/h.
Quatre ans plus tard, en 1962, apparut la Subaru 1000. C’est avec elle que commença la tradition du moteur à plat, encore perpétuée aujourd’hui. Plus grande (3,90 m contre 2,99 m), elle se montrait également plus puissante, son moteur 4-cylindres de 977 cm3 EA52 se targuant de 55 ch.
En 1965, Subaru exportait pour la première fois ses voitures aux États-Unis.
- 1953 : Création de Fuji Heavy Industries, maison mère de Subaru.
- 1956 : Création de la marque Subaru.
- 1958 : Sortie du premier modèle de Subaru, la Subaru 360.
- 1965 : Sortie de la Subaru 1000, premier modèle bénéficiant du moteur à plat et première voiture japonaise à traction fabriquée en grande série.
- 1968 : Fondation de Subaru of America, début des exportations vers les États-Unis.
- 1972 : Subaru commercialise la transmission intégrale à 3 différentiels sur son break Leone. C'est la toute première voiture de série à être équipée d'une transmission intégrale aux quatre roues. Les 4 roues motrices (sous l'appellation SAWD) deviennent un argument de vente en matière de sécurité active.
- 1989 : La Subaru Legacy arrive sur le marché. Elle représente un tournant dans la gamme de la marque avec des prestations nettement en hausse par rapport à la Leone. La motorisation s'étend du 1,6 L de 90 ch au 2 L suralimenté de 220 ch (RS). La transmission intégrale est disponible en option dès le début de gamme, et est de série sur le haut de gamme.
- 1990 : Subaru s'engage en rallye avec la Legacy.
- 1992 : L'Impreza remplace la Leone. Les moteurs de la Legacy sont repris avec l'ajout d'un 1,6 L de 90 ch. La transmission intégrale est en option sur le moyen de gamme et en série sur le haut de gamme. Elle remplace la Legacy en Rally. Lancement de la marque en France à la suite de la levée des quotas d'importation sur les véhicules japonais[5].
- 2012 : La Subaru BRZ est disponible dans le monde : Il s'agit non seulement du premier modèle conçu en partenariat avec Toyota, mais également le seul coupé vendu par Subaru depuis le Subaru SVX disparu en 1996 et le seul véhicule hors du Japon à ne pas proposer la transmission intégrale.
- 2015 : La Subaru WRX devient un modèle indépendant. Elle remplace la Impreza en sport automobile.

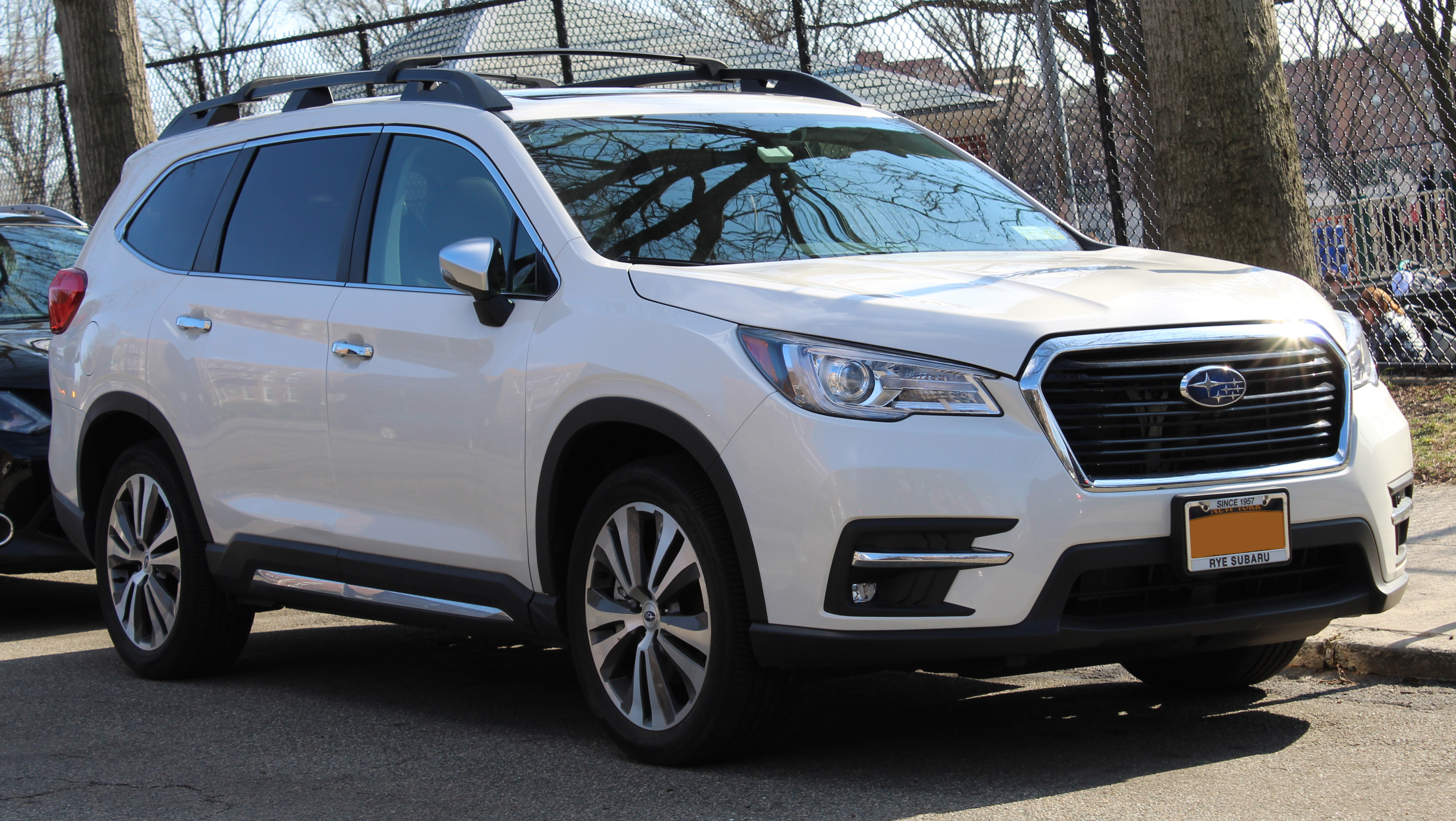
Subaru Ascent, 2018

- 2021 : Subaru présente la première voiture électrique de l'histoire du constructeur : La Solterra.
- 2022 : Subaru présente la Subaru STI E-RA, un prototype de course entièrement électrique destiné à parcourir la piste du Nürburgring Nordschleife en moins de 400 secondes (6min 40) à l'horizon 2023 [6].

En 2005, General Motors, qui possédait 20 % du capital, revend ses parts à Toyota, qui détient désormais 16,5 % du groupe Fuji Heavy Industries (FHI). Celui-ci prend le nom Subaru Corporation au 1er avril 2017.
En 2017, le PDG du groupe, Yasuyuki Yoshinaga, annonce qu'il va renoncer à son salaire de décembre à mars 2018 pour la livraison de véhicules non conformes à l'inspection finale.

### Slogan
- 1980-1984 : Subaru, Driving emotion
- 1984-2007 : Think, Feel, Drive, Subaru
- 2007-2008 : Subaru Passion Moments
- 2008-2010 : Subaru, okay
- Depuis 2010 : Confidence in motion

logo de Subaru de sa création à 1984
Logo de Subaru de 2007 à 2008
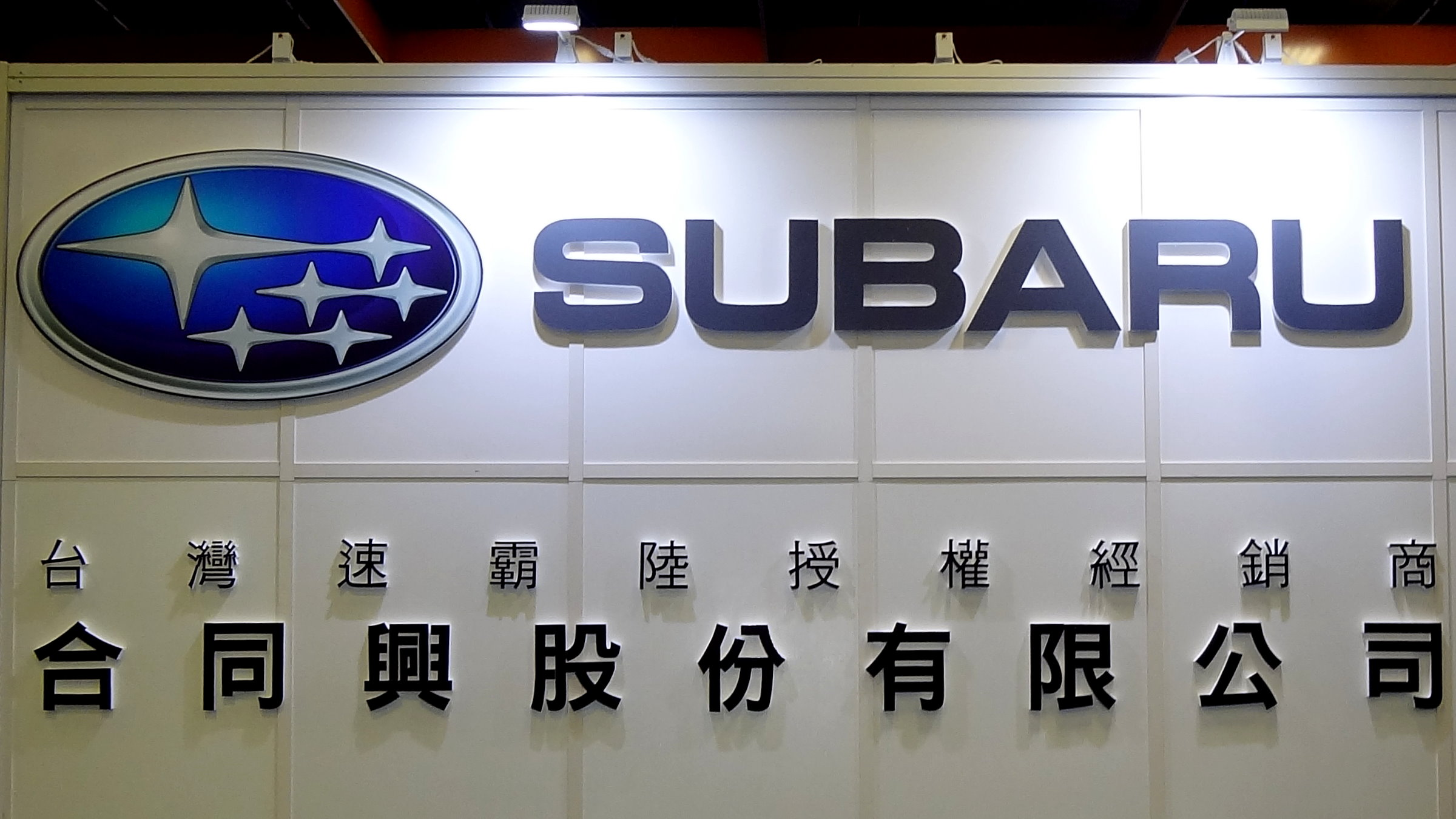
Logo de Subaru depuis 2008

## Compétition

### Rallyes

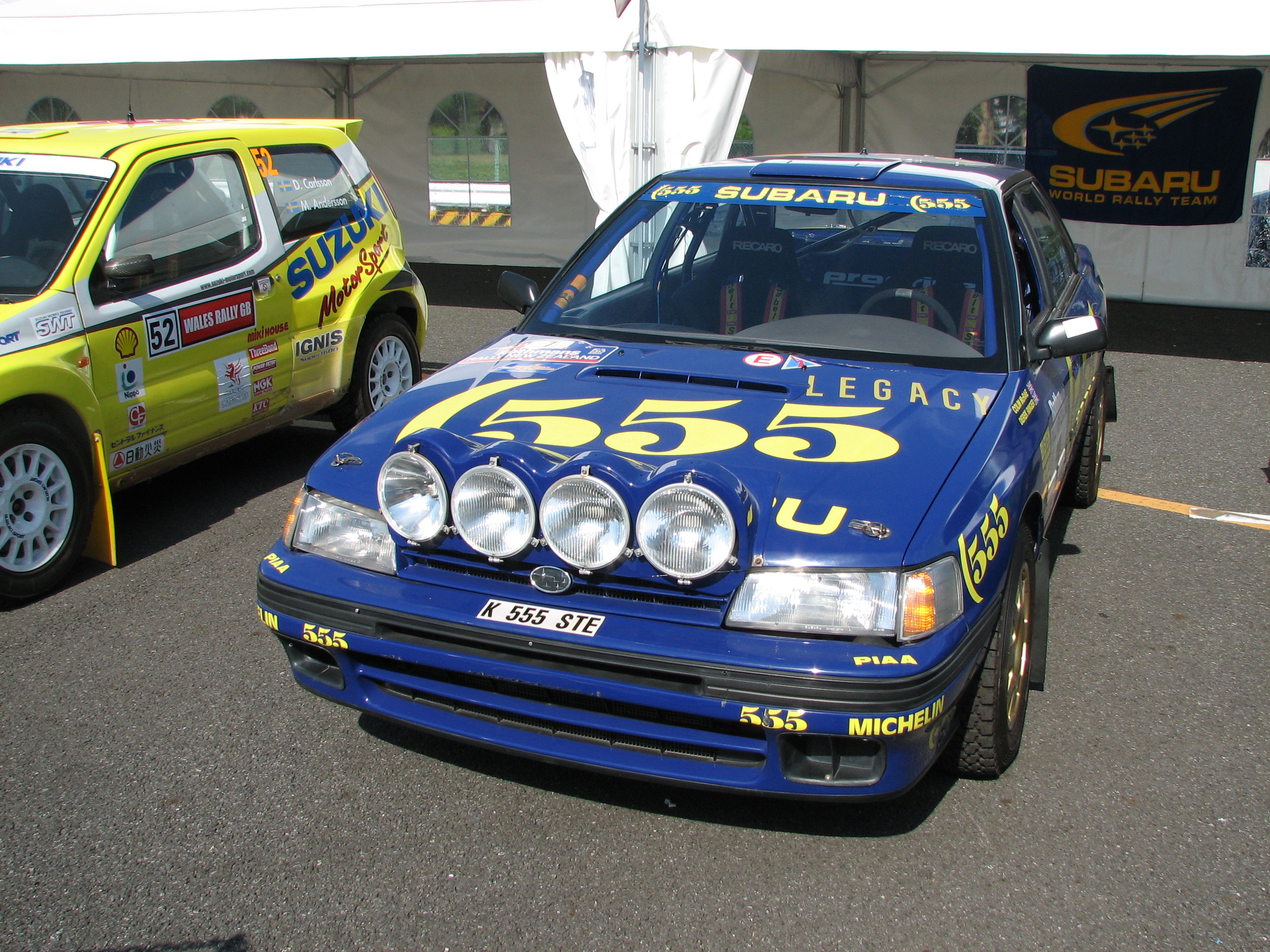
La Subaru Legacy de compétition lors des rallyes de 1990 à 1993

Après quelques engagements anecdotiques d'une Subaru Leone turbo en rallye-raid, Subaru rejoint le WRC en 1990 avec la Subaru Legacy.
L'année suivant son lancement, la Legacy participe au Safari Rally avec cinq véhicules dans le Groupe A et un dans le Groupe N. Les débuts sont prometteurs avec une 6e place en Groupe A et une 8e place en Groupe N.
Par la suite, Subaru finit en tête huit fois d'affilée dans le Groupe N. En 1991, Subaru termine 3e au rallye de Suède.
En 1992, l'équipe Subaru décroche la 2e place au rallye de Suède et termine 2e et 6e au rallye britannique. Puis en 1993, la Legacy remporte la 1re place au rallye de Nouvelle-Zélande.

L'histoire de l'Impreza dans le rallye débute en 1993. Elle a été introduite en championnat du monde des rallyes pour remplacer la Legacy. Avec un empattement plus court, plus légère, et dotée du même moteur, sa vivacité et son agilité sont en nette hausse par rapport à sa devancière.
L'homologation en Groupe A imposant de produire au moins 2 500 exemplaires d’un véhicule de série pour en extrapoler une version course, Subaru commercialise une version très performante de son Impreza : la WRX (ou GT Turbo en France). Moteur 4 cylindres à plat turbocompressé de 2 litres de cylindrée et 16 soupapes, une transmission intégrale (50/50) permanente et un physique aguicheur : aidé par ses victoires en WRC, le mythe Impreza est né.
Subaru remporte trois fois de suite le titre constructeur avec son modèle Impreza, successivement en 1995, 1996 et 1997 et trois fois le titre pilote en 1995 (Colin McRae), 2001 (Richard Burns) et 2003 (Petter Solberg). Les succès de Subaru en rallye ont eu des répercussions réelles sur les ventes de l’Impreza, qui représente plus de 50 % des Subaru vendues.
En 1997, l'Impreza est passée à la nouvelle règlementation World Rally Car du championnat du monde des rallyes, devenant la première voiture de ce type à remporter un rallye mondial (Rallye Monte-Carlo avec Piero Liatti).
Le modèle Impreza a été aligné dans ces trois générations successives : GC/GF/GM (1993 à 2000), GD/GG (2001 à 2008) et finalement GE/GH/GR (2008). Après 19 années de présence au plus haut niveau du rallye, Subaru World Rally Team se retire du championnat du monde à la fin de l'année 2008, en raison des résultats mitigés des dernières années et d'un contexte financier délicat.
On retrouvera tout de même des Subaru en rallye durant les années qui suivront dans des championnats de plus petites envergures et très représentées dans les équipes amateurs et semi-professionnelle.
Officiellement, la Rally Team USA et Subaru Motorsport (au Canada), participeront en Championnat des rallyes canadiens et en Championnat des rallyes américains (notamment piloté par Travis Pastrana et Ken Block en 2021) engageant des Subaru WRX (VA) et remportant plusieurs titres constructeurs (3 titres au Canada et 6 titres aux USA entre 2008 et 2015). Les voitures sont extrêmement différentes entre les deux championnats. Si aux USA, la Subaru WRX est proche et digne d'une version de WRC moderne (elle ressemble à sa sœur du Gymkhana 2020), la version au Canada est une WRX STI basé sur une version de route modifié pour l'allégement et la performance ainsi que pour rencontrer les normes de sécurité pour s'engager.
En 2015, le règlement des rallyes américains et canadiens change et le championnat constructeur disparait. Seuls les titres pilotes sont considérés. Subaru demeurera tout de même présent officiellement avec sa division Subaru Motorsport en Amérique du Nord malgré quelques absences en cours de saison 2018 au Canada. Subaru reste également le principal commanditaire du Rallye Canadien.
On retrouvera Subaru Motorsports USA (en) en championnat de rallycross en catégorie « ARX ». Il y engage la Subaru WRX et partiront en 2020 après la refonte des championnats de Rallycross qui annule le championnat ARX sur un titre de champion des constructeurs en 2019. En 2021, Subaru, Nitro Circus et Travis Pastrana mettent sur pied le remplaçant de l'ARX hors championnat FIA : le Nitro RX.

### Formule 1
En 1990, Subaru, qui vient de prendre 51 % des parts de l'écurie Coloni, souhaite s'engager en Formule 1 pour démontrer son savoir-faire technique en compétition de haut niveau. Toutefois, n'étant pas en mesure de développer un moteur de F1 dès le début du championnat, il sous-traite un Flat 12 à Motori Moderni en attendant de développer son propre V12 pour le courant de la saison. Après des premiers résultats désastreux (huit non-préqualifications en autant de GP), Subaru, conscient de s'être fourvoyé et ne voulant pas ruiner sa réputation sportive, abandonne le projet.
Subaru F12
Moteur engagé en 1990 : 12 cylindres à plat à 180°, 4 arbres à cames en tête, 5 soupapes par cylindre, injection directe. Cylindrée : 3 500 cm3, longueur : 668 mm.
Écurie ayant couru en Subaru : Coloni (1990).

## Caractéristiques des produits
Les Subaru se distinguent des autres voitures par leur groupe motopropulseur original. Les modèles Subaru sont pour la plupart mus par des moteurs « boxer ». Dans cette configuration, les cylindres sont opposés horizontalement, à quatre ou plus rarement six cylindres, placés en porte-à-faux avant (en avant des roues avant) et reliés à une transmission intégrale à prise constante. Cette configuration a pour avantage de rabaisser le centre de gravité de leurs modèles (notamment pour les modèles sportifs) ce qui a pour effet d'améliorer la tenue de route. Les modèles à boîte manuelle disposent d'un différentiel central avec visco-coupleur alors que les modèles à boîte automatique utilisent un embrayage multidisque à contrôle électronique. Liste des moteurs Subaru
Longtemps associées à une image plutôt terne, en raison des premiers modèles plus renommés pour leur durabilité que pour leur performance, les Subaru projettent une tout autre image grâce aux nombreuses victoires de la marque en Championnat du monde des rallyes. Les Subaru vendues actuellement en Europe et en Amérique du Nord sont presque toutes équipées d'une transmission intégrale, spécialité de la marque depuis les années 1970. De nombreux moteurs de la gamme sont équipés de turbocompresseur.
Certaines Subaru comme les Impreza WRX STi sont équipées du  Driver Control Centre Differential (DCCD). Le DCCD est un système de contrôle du différentiel central qui gère la répartition du couple entre le train avant et arrière. Le conducteur peut choisir le mode de fonctionnement du DCCD, avec un mode automatique et 6 réglages manuels. Depuis 2008, la répartition du DCCD a été largement améliorée et il dispose de 3 modes automatiques.

## Modèles actuels

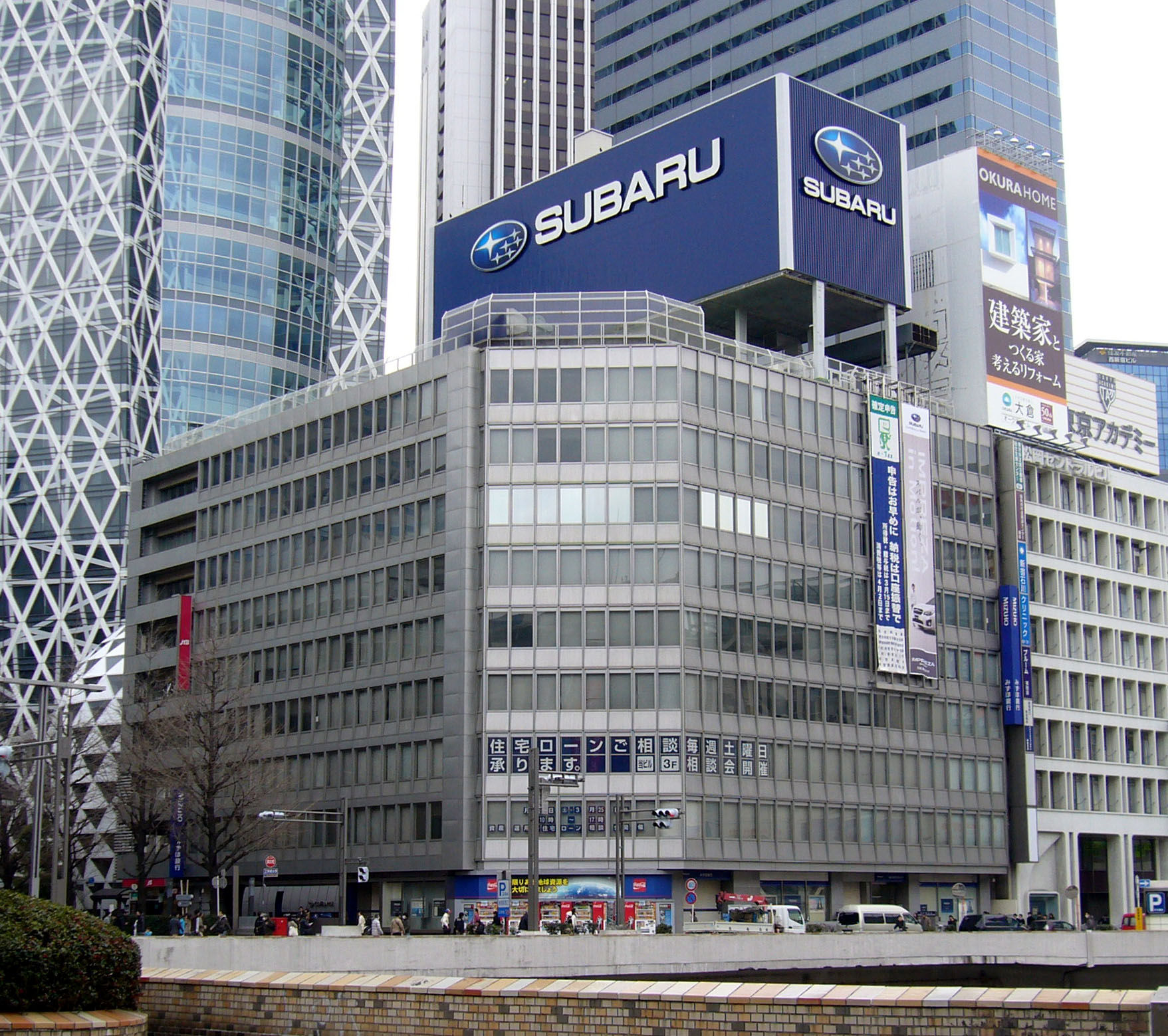
Siège social de Subaru à Tokyo.

- Subaru Ascent, tout-terrain (SUV). Le plus gros véhicule actuellement vendu par Subaru proposé à partir de 2018.
- Subaru Forester, tout-terrain (SUV).
- Subaru Levorg, break à transmission intégrale, apparu en 2014.
- Subaru Legacy, modèle familial disponible en break et en break tout-terrain (alors dénommé « Outback »).
- Subaru Outback, variante tout-terrain du break de la Legacy, autrefois connu sous le nom de Legacy Outback, elle se sépare du nom Legacy lors de la refonte de la gamme par Subaru entre 2010 et 2015.
- Subaru XV ou Subaru Crosstrek au Canada et au USA, tout-terrain basé sur la Impreza Hatchback. Anciennement Impreza Outback basé sur le break Impreza.
- Subaru Impreza, berline ou hatchback, anciennement berline ou break sportive qui fut la base utilisée en WRC avant 2010. Désormais plus conventionnelle sans variante sportive.
- Subaru BRZ, actuellement à la deuxième génération, développée en collaboration avec Toyota (Toyota GT86 puis Toyota Gr86).
- Subaru WRX, berline de sport, anciennement la Impreza WRX (et STI disparu en 2021), nouvelle plateforme sport de la marque utilisé en sport automobile et en rallye depuis 2010.
- Subaru Sambar, apparenté à l'ancien Subaru Vanille, uniquement vendu au Japon.
- Subaru Stella, keijidosha lancée en 2006, uniquement vendue au Japon.
- Subaru Solterra, anciennement connu sous le nom du concept Evoltis, elle est la première voiture entièrement électrique de la marque et produite conjointement avec Toyota (comme pour la BRZ), lancée en 2022 [10]
- Subaru Trailseeker, il s’agit de la version break de la Solterra

## Modèles anciens

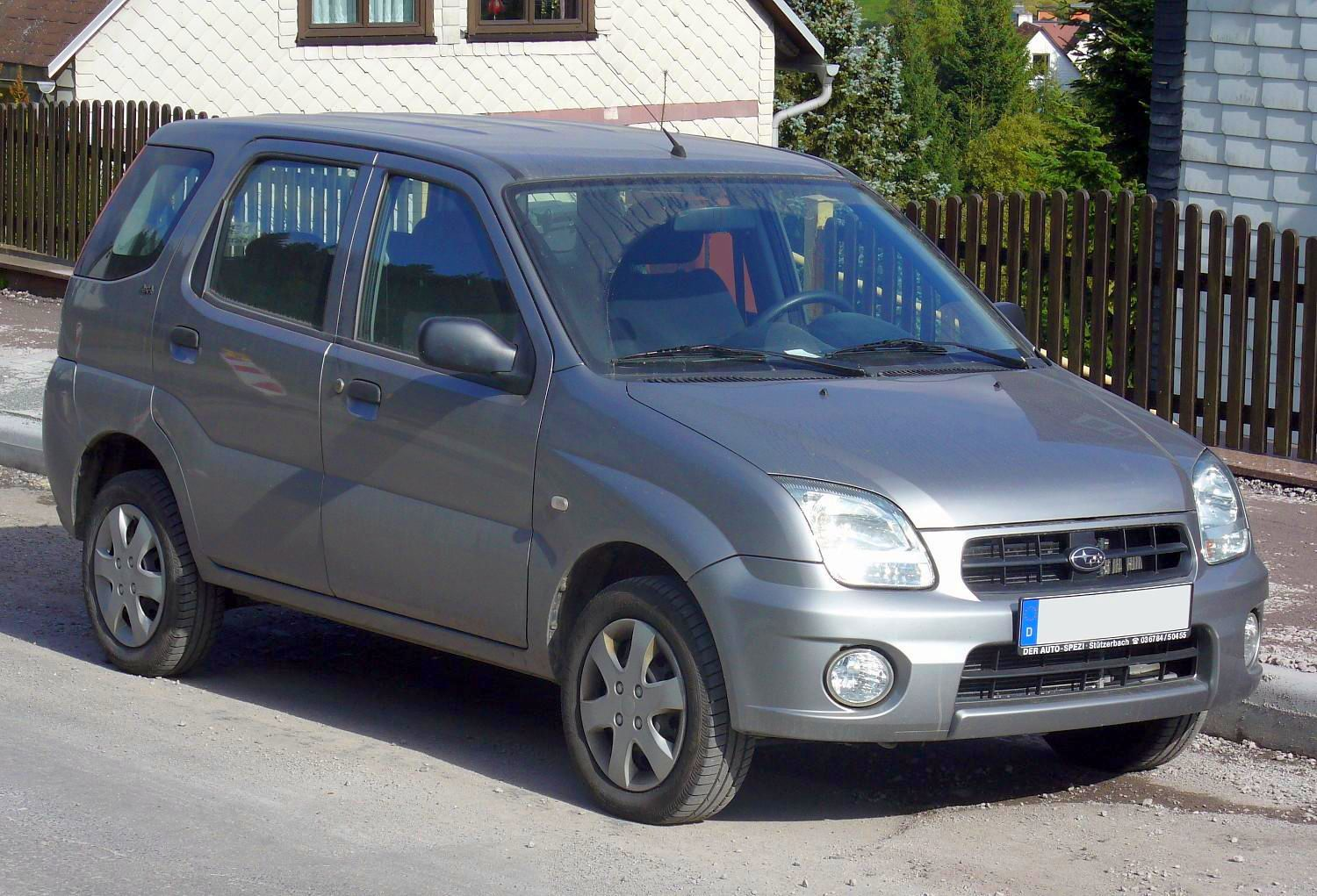
Subaru Justy III

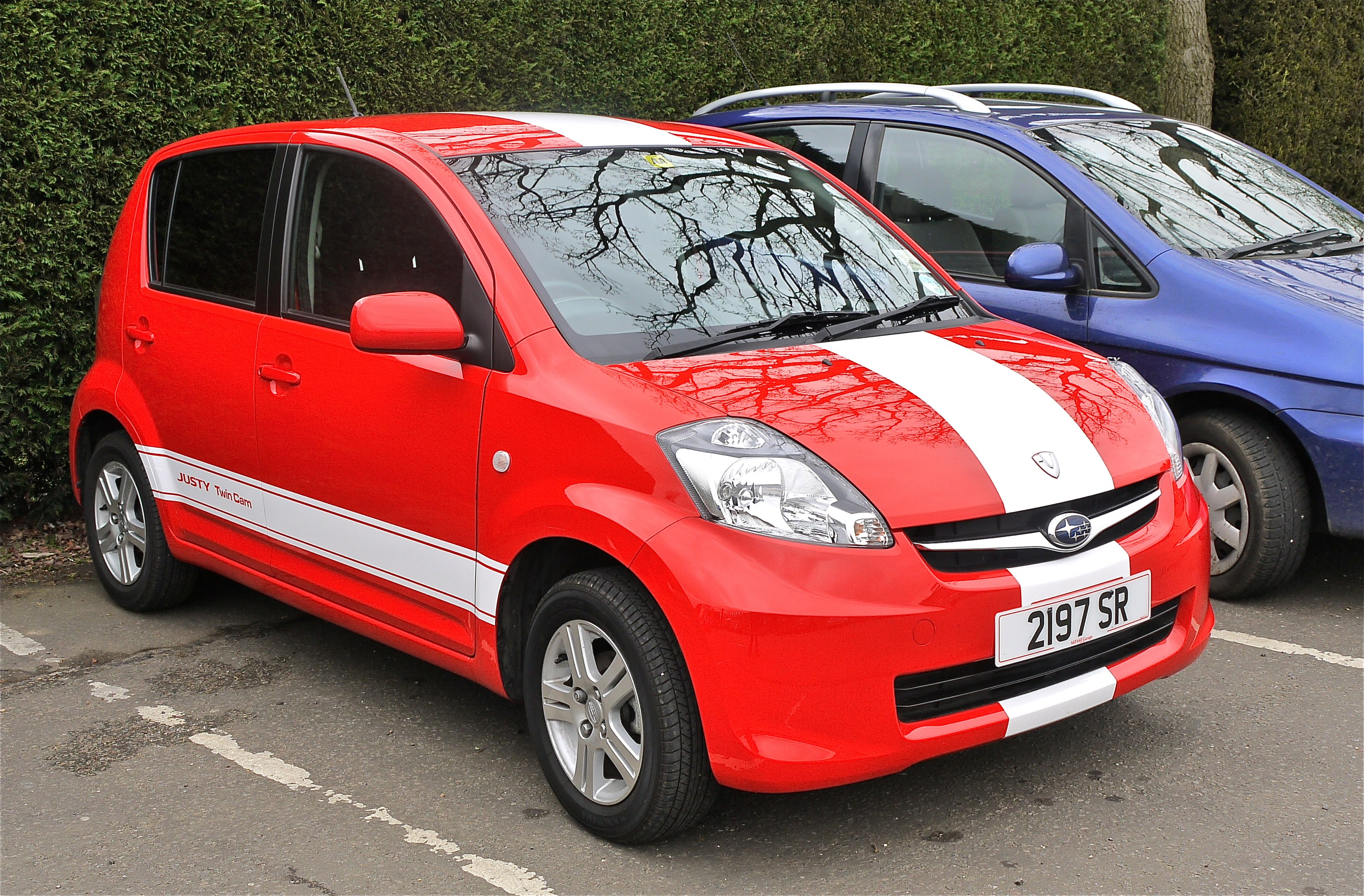
Subaru Justy IV

- Subaru 360, premier modèle de la marque, mini voiture
- Subaru G3X Justy, jumelle de la Suzuki Ignis, fabriquée en Hongrie. Production arrêtée en 2006
- Subaru Justy, petite voiture lancée en 2007, jumelle de la Daihatsu Sirion, appelée « Daihatsu Boon » ou « Toyota Passo » au Japon
- Subaru Sambar, microvan de 3,52 m équipé d'un moteur 3 cylindres 1,1 litre. Connu sous le nom de Vanille en France ou Libero en Allemagne ou encore Domingo ou Wagon 4WD.
- Subaru Leone, berline, coupé, break et break baroudeur vendus dans les années 1980, à l'origine du succès de Subaru aux États-Unis . Remplacé par la Subaru Legacy et la Subaru Impreza.
- Subaru Loyale, première familiale 4 portes et hatchback 4WD début 90, sur base de Leone.
- Subaru Alcyone/XT, coupé équipé d'un 4 cylindres boxer turbocompressé vendu à partir de 1985. Remplacé par le SVX.
- Subaru Alcyone/SVX, coupé équipé d'un moteur 6 cylindres à plat vendu dans les années 1990. Remplacé indirectement par la Subaru BRZ.
- Subaru Baja, moitié pick-up, moitié berline, basé sur la plate-forme de la Outback II (Legacy) avec une suspension sport, parfois un moteur turbo, une boîte de vitesses séquentielle et une benne de pick-up extensible à l'intérieur de l'habitacle.
- Subaru B9 Tribeca, SUV de grande taille, prioritairement destiné aux États-Unis et au Canada mais aussi diffusé en Europe. Restylé fin 2007 et alors rebaptisé simplement Tribeca, remplacé indirectement par la Subaru Ascent quelques années plus tard.
- Subaru Traviq, monospace compact, jumeau de la première génération de l'Opel Zafira, diffusé uniquement au Japon.
- Subaru Lucra, keijidosha lancée en avril 2010, uniquement vendue au Japon. Il s'agit d'une version rebadgée de la Daihatsu Tanto Exe.
- Subaru Vivio, petite voiture de la catégorie des keijidosha au Japon.
- Subaru R1/R2, petites voitures de la catégorie des (keijidosha) au Japon, nées respectivement en 2004 et 2003. Production arrêtée en 2010.
- Subaru Pleo, petite voiture lancée en 1998, uniquement vendue au Japon. Production arrêtée en 2008.
- Subaru Dex, petite voiture vendue au Japon entre novembre 2008 et fin 2011. Il s'agit d'une Toyota bB et Daihatsu Coo (Materia en Europe) rebadgée.
- Subaru Trezia, version rebadgée de la deuxième génération du petit monospace Toyota Ractis (Toyota Verso-S en Europe).
- Subaru Exiga, break familial à 7 places, long de 4,74 m et lancé au Japon en juin 2008.

## Concept cars
- Subaru BRZ Prologue, présentée au salon de Francfort le 13 septembre 2011. Elle présente la nouvelle architecture d'une sportive à propulsion, future Subaru BRZ, développée conjointement avec Toyota.
- Subaru BRZ STi Concept
- Subaru Viziv Performance Concept, concept car qui définira le design des véhicules Subaru conçu sur la plateforme SGP (Subaru Global Platform).
- Subaru Evoltis, rendu visuel qui préfigure la Subaru Solterra, premier véhicule électrique de la marque conçu avec Toyota et devant démontrer la possibilité de Subaru de perpétuer la légendaire transmission intégrale à prise constante sur les futurs véhicules zéro émission du constructeur.
- Subaru STI E-RA Concept, concept de voiture de course présenté au Tokyo Auto Salon 2022[11].

## Fabrication et entretien d'hélicoptères
En juin 1960, l'entreprise signe un accord d'assistance technique et de coopération avec Bell Textron pour construire des versions sous licence d'hélicoptères à partir de 1962. Plus de 535 appareils sont construits, et un millier au total, essentiellement militaires, sont assemblés, réparés ou customisés en date de 2025.
La version de série de l'hélicoptère utilitaire militaire Subaru UH-2, basé sur le Bell 412, effectue son premier vol le 19 mai 2022.